# محمود معروف (صحفي فلسطيني)
محمود معروف (1953 - 2020)، هو صحفي ومراسل فلسطيني، كان مدير مكتب صحيفة القدس العربي بالرباط منذ تأسيسها سنة 1989، ومراسلا لوكالة “قدس برس” قبل ذلك، ورئيس "اتحاد الكتاب والأدباء الفلسطينيين - فرع المغرب"، محمود هاجر إلى المغرب مطلع ثمانينيات القرن العشرين قادمًا من بغداد، كان ترجمان القضية الفلسطينية في المغرب، وصوتها في صحافته.
ولد عام 1953 في قرية دير القاسي المهجّرة في الجليل، ودرس في العراق.

## وفاته
توفي يوم الخميس 3 سبتمبر 2020 في الرباط المغربية، بسكتة قلبية، ووارى الثرى بأرض مقبرة “سيدي مسعود” بحي الرياض في العاصمة المغربية الرباط، بعد 67 حولًا من العمر.

## جوائز وتكريمات
- كانت وزارة الإعلام الفلسطينية قد كرمت في 2019 الصحفي محمود معروف، في مدينة رام الله، بحضور رؤساء تحرير الإعلام الرسمي وعدد من ممثلي الإعلام في فلسطين.[5]

## كُتب عنه
- نعت النقابة الوطنية للصحافة المغربية الصحفي محمود معروف، واصفة إياه بالزميل العزيز والمحبوب. وجاء في البلاغ أيضاً “هو فلسطيني الهوية والانتماء، أحب بلده المغرب واحتضنه على امتداد عقود، وفيه أسس لعلاقة مهنية وإنسانية شاسعة الأطراف، عنوانها الصدق والمصداقية. وبروح عالية، وسلوك متميز، نجح الراحل في نسج علاقات وطيدة مع مختلف مكونات المجتمع المغربي، وبجدارة كسب احترام الجميع وبدون منازع”.
- قال يونس مجاهد، رئيس المجلس الوطني للصحافة المغربية: "كان مطلعاً على عدد من الملفات الوطنية حتى أصبح مختصاً في الشأن المغربي”.